# Håkan Engström
Håkan Engström, född 1966, är en svensk journalist och musikkritiker, verksam på Sydsvenskan. Efter studier vid journalistlinjen på Skurups folkhögskola fick Engström tidigt jobb på Sydsvenskan, där han snart började skriva om och recensera musik, huvudsakligen rock och alternativ pop. För närvarande är han musikredaktör på tidningen.
Sedan 1998 bevakar Håkan Engström Melodifestivalen och Eurovision Song Contest för Sydsvenskan.
Vid sidan av musiken är Engströms största intresse öl och ölkultur, vilket han skrivit en hel bok om.  
Tillsammans med fotografen Peter Frennesson har han även gett ut boken Rötter, i vilken Engström och Frennesson porträtterar en rad kända artister från Skåne.